# 北川一成
北川 一成（きたがわ いっせい、1965年 - ）は、日本のグラフィックデザイナー・アートディレクター。兵庫県加西市生まれ。GRAPH取締役社長。

## 人物
「捨てられない印刷物」を目指す技術の追求と、経営者とデザイナーの双方の視点に立った「経営資源としてのデザインの在り方」を提案。地域の中小企業から海外の著名高級ブランドまで、数多くの仕事を手がけている。
AGI（国際グラフィック連盟）会員 ／ 東京TDC役員 ／ JAGDA運営委員 国際部会長 ／ 高精細画像データ交換技術標準化調査研究委員［（財）日本規格協会 情報技術標準化研究センター（INSTAC）］／ 京都府立大学非常勤講師 ／ 筑波大学非常勤講師 ／ 桑沢デザイン研究所講師
なお、会社は代官山。マンションの一室を事務所としている。部屋は全て白で統一され、来客用スリッパは1mmのズレも許さない徹底したこだわりである。デスクにペットボトルを置く事や椅子に洋服を掛ける事もデザインを乱すとしてNGとされる。

## 経歴
- 1987年筑波大学芸術学群卒業
- 1989年GRAPH（旧北川紙器印刷）株式会社入社。
- 2000年GRAPHの代表取締役社長に就任。
- 2001年AGI（国際グラフィック連盟：Alliance Graphique Internationale）メンバーに就任。
- 2002年ニューヨークで開催される国際コンペNew York Art Directors Club賞の審査員として招待される。
- 2002年“THEドラえもん展”に出展
- 2002年日本グラフィックデザイナー協会（JAGDA）の国際委員会メンバーに就任。
- 2004年フランス国立図書館に“近年のデザインと印刷の優れた本”として多数の作品が永久保存される。
- 2004年ロンドンで開催される国際コンペD&AD Awardsの審査員として招待される。
- 2004年ギンザ・グラフィック・ギャラリー（ggg）にて、GRAPH、生意気、工藤青石のグループ展を開催（主催：大日本印刷株式会社）。
- 2006年フランスで開催される“ムーブルパリ2006”（国際家具見本市。ヨーロッパ4大家具見本市の一つ）のNippon Design展に出品。
- 2006年イタリアで開催される“ミラノ・サローネ”（国際家具見本市。ヨーロッパ4大家具見本市の一つ）に、国際的に活躍するwallpaper誌のキュレーションによる“Global Edit '06”での出品として招待される。
- 2006年東京TDC賞2007特別賞を受賞。
- 2007年New York Art Directors Club（NY ADC）賞を受賞。
- 2007年写真家の新津保建秀とクリエイティブユニット“ヒント日”を結成。
- 2007年東京ミッドタウン内 デザイン施設“21_21 DESIGN SIGHT”の“落狂楽笑（らっきーらっくしょう）（企画：三宅一生）”の舞台美術及びアートディレクションを担当。同時開催で作品展示“落狂楽笑（らっきーらっくしょう）by北川一成”も開催。
- 2007年東京TDC賞にてTDC賞を受賞。
- 2008年ロンドンで開催される世界三大芸術祭“Frieze Art Fair 2008”に作品が出展される。
- 2009年新丸ビル内、丸の内ハウスの2周年を記念したイベントの一環として、ヒント日展（北川一成×新津保建秀）が開催される。
- 2009年ギンザ・グラフィック・ギャラリー（ggg）にて個展“北川一成”が開催（主催：大日本印刷株式会社）され、作品集“北川一成（世界のグラフィックデザイン 92）”が発行される。
- 2010年社団法人日本グラフィックデザイナー協会（JAGDA）2010-11年度事業委員会・国際部会長に就任。
- 2011年JAGDA賞2011を受賞。
- 2011年韓国・ソウル芸術の殿堂“書芸博物館”に作品が収蔵される。
- 2011年フランス・パリのポンピドーセンターにて開催“TOKYO GRAPHIC PASSPORT at CENTRE POMPIDOU”にて作品展示。
- 2013年　テレビ東京系列番組“カンブリア宮殿”に出演。
- 2014年　書籍“アイデア”（出版＝誠文堂新光社）の“グラフィック文化を築いた13人”で紹介される。
- 2014年　東北の産業復興を支援する宮城県仙台市の創業スクエアで、ブランディングについての講演を行う。
- 2014年　近畿経済産業局が主催する女性起業家応援プロジェクトLEDにて、講演を行う。
- 2015年　長崎ハウステンボスの“変なホテル”の、ネーミング、ロゴマーク、トータルブランディングを手がける。
- 2015年　京都・舞鶴市の観光スポット“舞鶴赤レンガパーク”のロゴマークを手がける。
- 2015年　福井県鯖江市主催にて、“経営資源としてのデザインのあり方”の講演を行う。
- 2015年　NHK WORLD“DESIGN TALKS plus”に出演。
- 2016年　ロゴマークを手がけた兵庫・播磨地方の地域ブランド“銀の馬車道”の発表イベントにて講演を行う。
- 2016年　ネーミングとブランディングを担当した“変なホテル”が「初めてロボットがスタッフとして働いたホテル」としてギネス世界記録に認定される。
- 2017年　220以上の国・地域で配信されている世界最大級のドキュメンタリー番組・ディスカバリーチャンネルの新番組“ヨハク“に出演。
- 2017年　“GRAPH×SEED Gシリーズ”のパッケージデザインがTopawards Asiaに選出される。Topawards Asiaとは、アジアの優れたパッケージデザインの中から、高い感性の商品に贈られる、アジアンパッケージデザイン賞。
- 2017年　東京・銀座のクリエイションギャラリーG8にて、1ヶ月間にわたり個展“GRAPH展”が開催される（主催=クリエイションギャラリーG8）。
- 2017年　“Discover Japan_CREATORS　北川一成の仕事術”（出版=エイ出版社）が発行される。
- 2017年　日経デザイン主催の“北川一成デザイン塾”にて、講義を行う。
- 2018年　地域ブランディング協会主催の“地域ブランディング協会カンファレンス2018”にて、基調講演を行う。
- 2018年　四国経済産業局主催の“四国デザインサミット”にて、基調講演を行う。
- 2018年　神戸市主催の“神戸地域経済フォーラム”にて、スピーカー&パネリストとして講演を行う。
- 2018年　日経BP社の新メディア“日経クロストレンド”にて、“デザインの限界～経営に効くデザインのつくり方～”の連載開始。
- 2018年　京都・丹後地域の地域ブランド「丹後ちりめん」を、“TANGO OPEN”としてリブランディングを手がける。
- 2018年　3年に1度開催されるアートの祭典“大地の芸術祭 越後妻有アートトリエンナーレ2018”に「GRAPH＋空間構想」のユニットにて作品を出展。“大地の芸術祭”は新潟県越後妻有地域全体で行われる、世界中の著名なアーティストの作品と雄大な自然との融合を楽しむことができるアートイベント。
- 2018年　“GRAPH×SEED Gシリーズ”のパッケージデザインがADC賞を受賞。東京ADC（東京アートディレクターズクラブ）は1952年に結成された、日本トップクラスのアートディレクターを会員とする団体。
- 2018年　ブランディング、ラベルデザインを担当した“富久錦 新緑の播磨路”が、世界一美味しい日本酒を決めるイベント“SAKE COMPETITION 2018”のラベルデザイン部門で第1位を獲得する。
- 2018年　兵庫・神戸地域の地域ブランド“神戸シューズ”のリブランディングを手がける。
- 2018年　リブランディング、パッケージデザインを担当した“こやま園 丹波なた豆茶”が、地域の活性化や新しい事業展開に励む組織を国が表彰する「第５回ディスカバー農山漁村の宝」のプロデュース賞を受賞する。
- 2019年　日本最大のフォントメーカーであるモリサワ主催の“タイプデザインコンペティション2019”にて審査員を務める。

## 主な仕事
- 『酒蔵富久錦』CI、ブランディング
- ラリー・クラーク『タルサ』ブックデザイン
- 『宮大工播磨社寺工務店』CI、ブランディング
- 森山大道『A HUNTER 狩人』ブックデザイン
- 『LANDSCAPES♯1 ふうけい』ブックデザイン
- 『エルメスの和文フォント制作』
- 『絵画の教科書』ブックデザイン
- 『一青窈ライブDVD』ジャケットデザイン
- 角川書店『GOTHモリノヨル』ブックデザイン
- 『DELREY』パッケージデザイン
- セイエンタープライズ『サバイバルフーズ』パッケージデザイン
- 増田徳兵衞商店『月の桂』ブランディング
- 成安造形大学　CI、ブランディング
- 六本木アートナイト2010　アートディレクション
- 内田洋行　ブランディング
- NAKAGAWA『MUCOTA』ブランディング
- TIMA Japan『SUPALIV』『Twendee』ブランディング
- 伍魚福　ブランディング
- ニシカワ食品『ニシカワパン』ブランディング、店舗デザイン
- 三菱一号館美術館『「ルドンとその周辺 ― 夢見る世紀末」展』プロモーション
- 金入『仙台メディアテーク　ミュージアムショップ』店舗デザイン
- 小牧醸造　ブランディング
- 平等院鳳凰堂　商品デザイン
- グリップインターナショナル『HEAL CREEK』『MUNITALP』ブランディング
- こやま園『丹波なた豆茶』ブランディング
- サンパック　ブランディング
- 脱サラファクトリー　ブランディング
- 舞鶴赤れんがパーク　ブランディング
- クエストハブ　ブランディング
- ニッポンインシュア　ブランディング
- 鈴廣かまぼこ『小田原っ子』商品パッケージ
- HIS『変なホテル』ブランディング
- 『茶室 ryokan asakusa』ブランディング
- 東京大学『UTokyo Go』商品デザイン

## 受賞歴
- 1996年 JAGDA新人賞。
- 2006年 東京TDC賞2007特別賞
- 2007年 New York Art Directors Club（NY ADC）賞
- 2007年 東京TDC賞TDC賞
- 2011年 JAGDA賞
- 2018年 ADC賞

## テレビ出演
- 日経スペシャル カンブリア宮殿 脱・下請けで大躍進！世界が駆け込む印刷所！（2013年10月3日、テレビ東京）[1]

## 書籍

### 著書
- 『変わる価値 変わりつつある価値』（2008年10月4日、ワークスコーポレーション）ISBN 9784862670373
- 『世界のグラフィックデザイン 北川一成』（2009年11月4日、ギンザグラフィックギャラリー）ISBN 9784887523166
- 『デザインワークショップ』（著者:寄藤文平 浜田武士 徳田祐司 木村豊 北川一成）（2011年4月9日、グラフィック社）ISBN 9784766122251

### 関連書籍
- 『僕はこうしてデザイナーになった』（著者:立古和智）（2006年4月25日、グラフィック社）ISBN 9784766116878 - 尾原史和 北川一成 佐々木信 ほか、デザイナー／アートディレクター全10名のロングインタビュー集
- 『ブランドは根性 世界が駆け込むデザイン印刷工場「GRAPH」のビジネス』（編集:日経デザイン）（2009年12月21日、日経BP社/日経BP出版センター）ISBN 9784822264611
- 『北川一成の仕事術 Discover Japan CREATORS』（編集:ディスカバージャパン編集部）（2017年10月26日、枻出版社）ISBN 9784777948499

### 雑誌
- 『アイデア No.351 2012年3月号』（誠文堂新光社）- 《特集1》北川一成:コミュニケーションデザインを含む